# Giovanni Vatatze (dignitario bizantino)

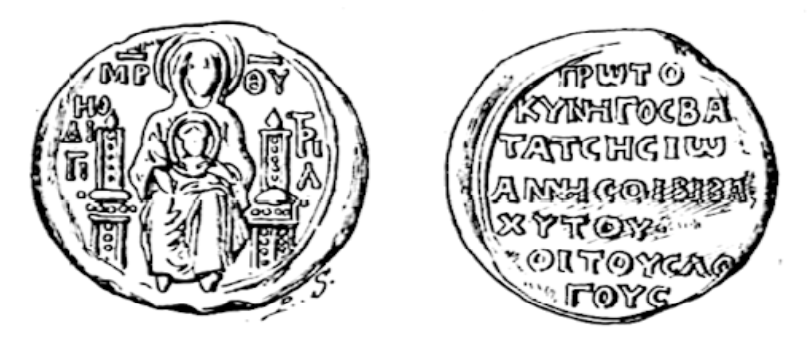
Sigillo di Giovanni Vatatze

Giovanni Vatatze (o Batatze in greco antico: Ἰωάννης Βατάτζης?; ... – 1345) è stato un funzionario e generale bizantino, grande proprietario terriero, attivo nel secondo quarto del XIV secolo, che giocò un ruolo preminente nella guerra civile bizantina del 1341-1347.

## Biografia
Nato da una famiglia umile, Vatatze riuscì ad accumulare grandi ricchezze attraverso la sua posizione di apographeus (ufficiale capo delle imposte), che esercitò nel thema di Tessalonica e nella Macedonia orientale (Serres, Boleron, Strymon e Mosinopoli) 1333-1341, come attestato in una serie di atti ufficiali che portano il suo nome. Questi atti testimoniano anche della sua carica a corte di protokynegos (capo dei cacciatori). La sua ricchezza gli consentì di legare la sua famiglia ad alcuni degli uomini più importanti dello stato: il figlio sposò una figlia del patriarca Giovanni Kalekas e una delle sue figlie sposò un figlio del  Megas Doux Alessio Apocauco.
Allo scoppio della guerra civile bizantina del 1341-1347, inizialmente si schierò con Giovanni VI Cantacuzeno, comandando le truppe nei dintorni di Didymoteicho, me nei primi mesi del 1342 passò dalla parte della reggenza sotto Anna di Savoia. Venne nominato alla carica di Megas chartularius nel 1342 e poi governatore di Tessalonica nel 1343. Nonostante i legami familiari con i capi della fazione anti Cantacuzeno, tuttavia, nell'estate del 1343 disertò tornando a Cantacuzeno cedendogli varie fortezze. In segno di gratitudine, questi lo nominò Megas stratopedarches.
Poco dopo, Vatatze sconfisse un esercito lealista sotto un certo Aplesfare. Una delle sue figlie sposò Solimano, l'emiro dei Karasidi, uno degli alleati turchi di Cantacuzeno. Dopo la morte di Apocauco, nel giugno del 1345, tuttavia, cercò di riavvicinarsi alla reggenza, promettendo di far passare i turchi contro Cantacuzeno. Secondo il racconto fornito nelle proprie memorie da Cantacuzeno, gli inviò due volte degli emissari suggerendogli di abbandonare i suoi progetti di tradimento, offrendogli il perdono e altri onori. Vatatze rifiutatò, attraversò la Tracia con un esercito turco e cercò di attaccare le città detenute da Cantacuzeno. I turchi rifiutarono e lo uccisero ad Altinyazi, prendendo suo figlio e gli altri bizantini dell'entourage di Vatatze come schiavi.